# Walls and Flotta

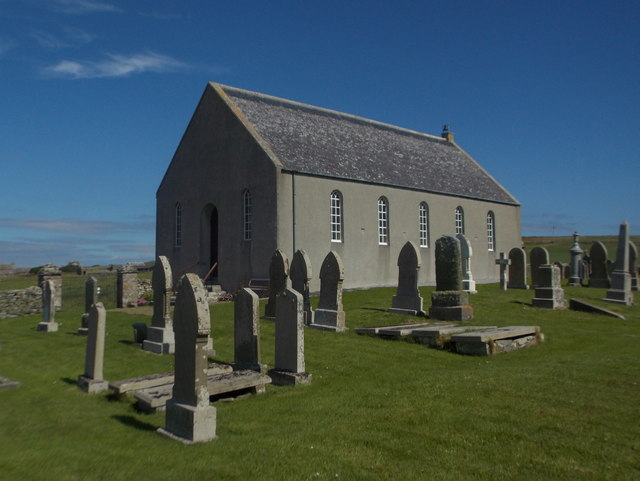
Die Kirche von Flotta

Walls and Flotta ist eine historische Verwaltungseinheit (Civil Parish) auf den Orkneyinseln im Norden von Schottland. Vom Typ her handelt es sich um eine Gemeinde.
Das Gebiet des Civil Parishes umfasst im Wesentlichen den südöstlichen Teil der Insel Hoy, den nordwestlichen bildet Hoy and Graemsay. Hinzu kommen Calf of Flotta, Fara, Flotta und Switha im Südosten. Größere Orte auf Orkney sind Stromness, etwa 15 Kilometer entfernt im Norden, sowie Kirkwall, etwa 24 Kilometer entfernt im Nordosten. Unter den zugehörigen Ortschaften sind Brims, Hackness, Longhope, Lyness, Melsetter und Rysa.
Ende des 20. Jahrhunderts ging aus ihr die Community Council Area Graemsay, Hoy and Walls hervor.